# Fényes (Békéscsaba)
Fényes Békéscsabához tartozó településrész Békés vármegyében. Belterülete Fényesi utca, külterülete Fényes I. néven szerepel a Magyar Köztársaság Helységnévtárában, ezek népessége 712 illetve 425 fő volt a 2001. évi népszámlálás szerint.

## Fekvése
Békéscsaba központjától keleti irányban, attól mintegy 2–3 kilométeres távolságra fekszik, a hozzá legközelebbi fekvésű városrész a Lencsési lakótelep.
Igen mély fekvésű, mocsaras területen terül el, így a környékét behálózzák a belvízelvezető csatornák.

### Megközelítése
A 44-es főúttól déli irányban, aszfaltozott önkormányzati úton át lehet elérni, de aszfaltozott úton közelíthető meg a Lencsési lakótelep felől is. Gerla irányából a 4241-es úton lehet eljutni Fényesre.
A Volánbusz békéscsabai helyi járatai közül a 7F jelű vonal érinti a városrészt, bár ez elég ritkán jár.
Vonattal a MÁV 128-as számú Békéscsaba–Kötegyán–Vésztő–Püspökladány-vasútvonal érhető el, amely szinte kettészeli a városrészt. A vonal itteni megállója (Fényes megállóhely) a lakott terület nyugati részén található, a vonal állomásainak jelenlegi viszonylatában Békéscsaba vasútállomás és Bicere vasútállomás között helyezkedik el. A megállóhelyen napi 14 járatpár halad át Békéscsaba, illetve Gyula irányába. (Békéscsaba felé egyébként korábban létezett egy másik megállóhelye is, Fényesi szőlők néven, a Lencsési lakótelepre vezető út és a vasút keresztezésénél, de az már megszűnt.)

## Helyi infrastruktúra
Belső útjai nagyrészt aszfaltozott utak, bár az infrastruktúra nem túl kedvező (2011-ben egy élelmiszerbolt volt található). 2010-ben épült fel a Fényesi közösségi ház. A településen kábeltévé- és internethálózat elérhető.